# 埃迪卡拉生物群

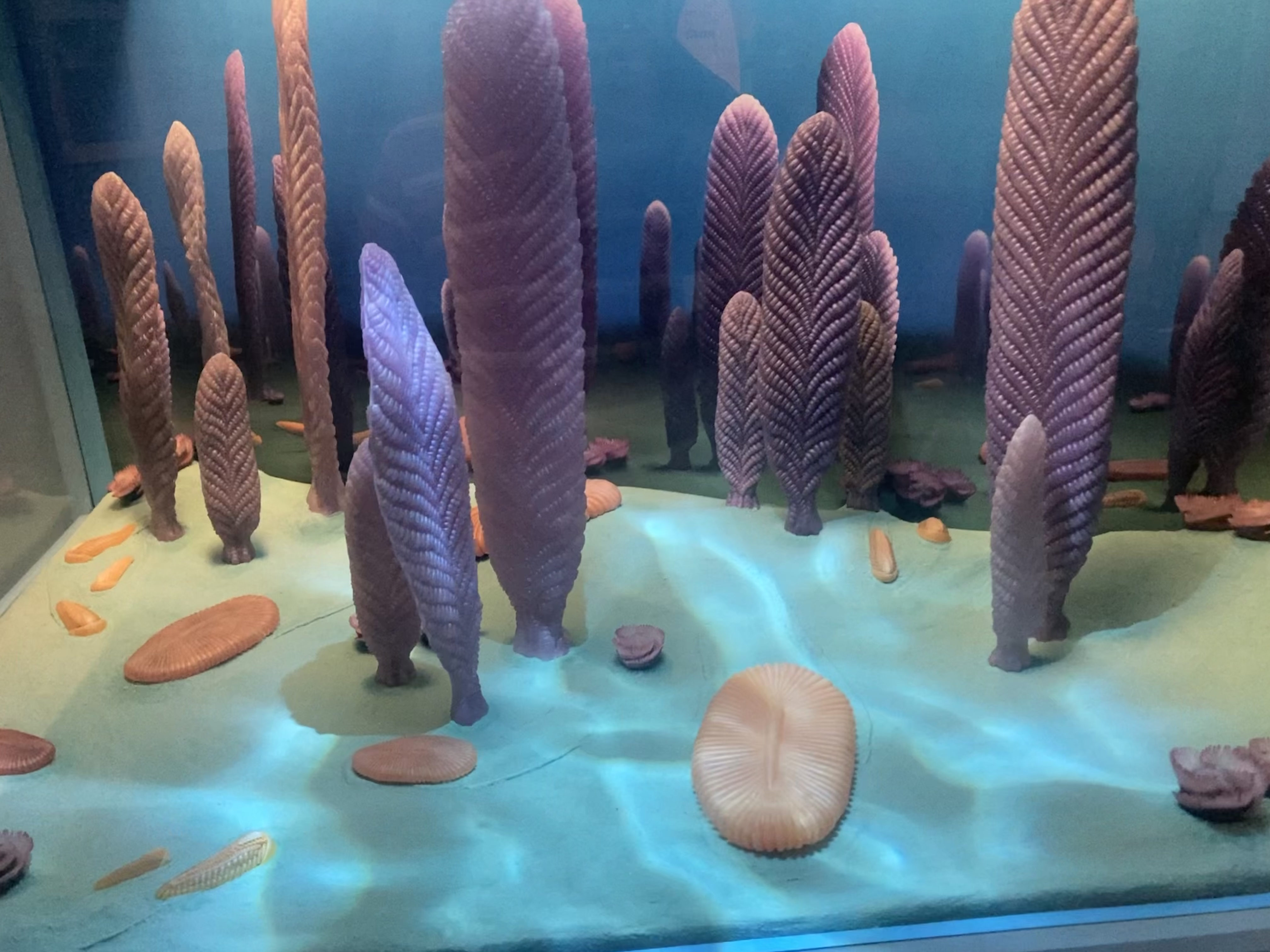
菲尔德自然史博物馆的埃迪卡拉生物群复原立体透视模型

埃迪卡拉生物群又稱艾迪卡拉生物群，是一群神秘的盤狀、管状、叶状或袋狀形态的前寒武纪生物，生活在元古宙末期的埃迪卡拉紀（5億8000萬年前~5億4200萬年前）。埃迪卡拉生物群是迄今已知最早的大规模多样化并出现特化解剖结构的多細胞生物群体，因其模铸化石和遗迹化石1946年在南澳大利亚弗林德斯山脉以西的埃迪卡拉山石英岩中首次发现而得名。同类遗迹化石已在世界30多个地点被发现，因为另一处著名的化石群为处于加拿大纽芬兰岛东南角的阿瓦隆半岛，因此埃迪卡拉生物群的演化辐射事件也称阿瓦隆大爆发（Avalon Explosion）。
埃迪卡拉生物群主要是一些身躯扁平的被膜狀软体生物，一般体型较大，个别体长可达1米以上，無口、肛門及常备的消化系統。这些生物可能生活于近岸的浅海水中，多數種類固着于海底，不具备或仅有极低的移动性，据猜测主要以滤食浮游生物或觅食海底菌毯为生。科學家依這些遗迹化石的形態提出了三葉動物門（身體為三輻射對稱）、前分節動物門（身體為兩側對稱且分節）、花瓣動物門（身體呈葉狀或羽毛狀，類似海鰓）等已滅絕的動物門類。德国古生物学家阿道夫·塞拉赫认为它們由多分区相互缠结或缝合的扁平体组成，用液体支持身躯，利用擴散作用获取海水中的氧气和營養物質，體表的條紋及褶皺能扩大体表面积，增加物質交換的效率。牠們各自棲息在海床上，沐浴陽光、吸收水中氧氣和養分，彼此間互不侵犯的祥和場景，使得埃迪卡拉紀的海洋生態環境被稱作「埃迪卡拉花園」（Ediacara Garden）。少數現代動物門類在這一時期亦有化石出土，例如刺胞動物和两侧对称动物（多為類似海鞘的化石）等，以及可能屬於原始軟體動物的金伯拉蟲。
埃迪卡拉生物群在成冰紀的廣大冰川融化、地球回暖時出現，在埃迪卡拉紀末期滅絕事件中迅速消失。而牠們空出的生態區位則於之後的寒武紀大爆發中演化出的各種生物（其中包括絕大多數現今動物的祖先）演替填入。現存動物的基本發育體制與寒武紀大爆发中产生的動物化石紀錄相符合，而非較早的埃迪卡拉生物。在后来的肉眼可見的大型生物方面，寒武紀生物群完全取代了埃迪卡拉紀化石紀錄中出現的生物。
由於埃迪卡拉生物群的形態和生長方式等和任何之後出現的生命形式截然不同，大多數種類都難以和現代生物建立確切的聯繫，一些古生物學家認為它們代表著動物演化史中早早就滅絕的一個分支，沒有留下任何後代，很可能是早期多細胞動物的一次不成功的演化嘗試。而古生代初期大量出現的複雜多細胞動物則是由與它們無關的單細胞生物演化而來。阿道夫·塞拉赫為這類神祕生物提出了獨立的文德生物總門（後改為）。過往學界對於它們究竟是動物、真菌、原生生物、藻類或地衣等一直有很大的爭議，甚至有學者認為它們屬於已滅絕的独立一界。不過2018年的研究發現一個俄羅斯出土的狄更遜水母（Dickinsonia，埃迪卡拉生物群的代表生物之一）的遗迹化石壁中含有膽固醇，支持此類群為地球上已知最古老的動物之一。

## 歷史
第一個發現的埃迪卡拉化石是1868年的圓盤狀Aspidella属（Aspidella terranovica），發現者是蘇格蘭地質學家亚历山大·默里，該發現有助於關聯纽芬兰岛周圍岩石的年齡。 然而，由於它們位於寒武紀的「原始地層」之下，當時人們認為那裡蘊藏著動物生命的最初跡象，在埃爾卡納·比林斯（Elkanah Billings）發現這些簡單的形態代表動物群四年後，他的同行們駁回了他們的提議。相反，它們被解釋為是火山喷气孔氣體逃逸結構或無機地质結核；當時世界其他地方還沒有類似的結構，這種片面的爭論很快就陷入了沉寂。1933年，Georg Gürich在納米比亞發現了標本，但將其歸屬於寒武紀；1946年，Reg Sprigg在澳洲弗林德斯山脈的埃迪卡拉山發現了“水母”，當時認為這是寒武紀初期。

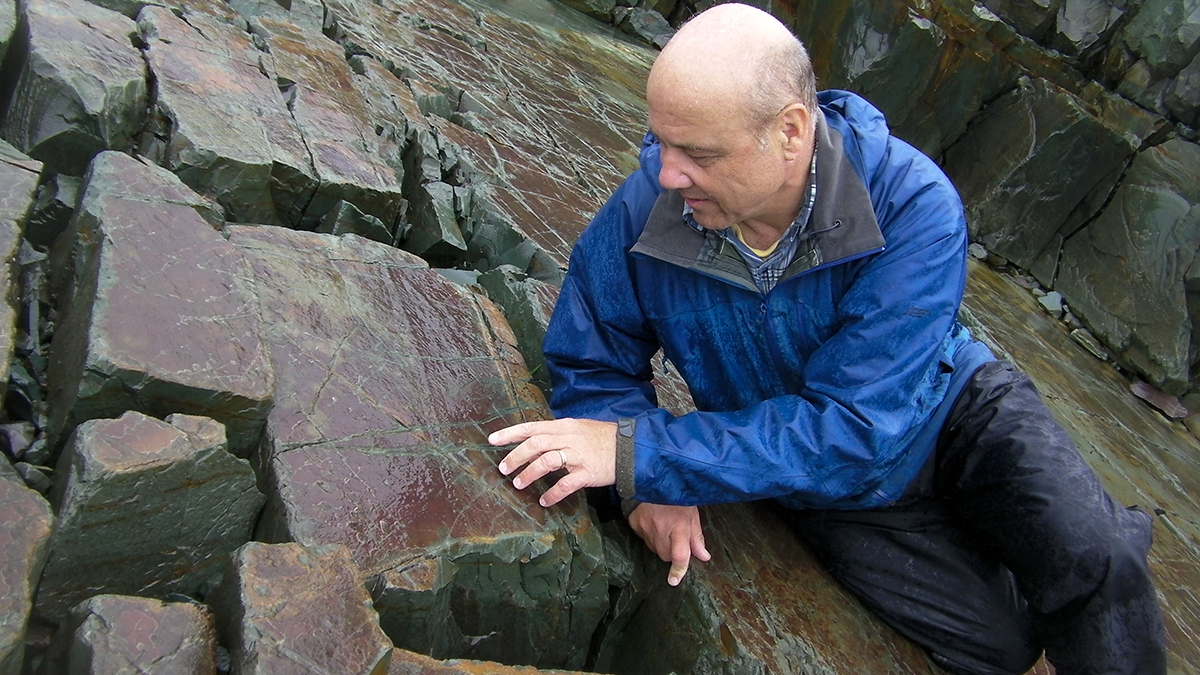
古生物學家Guy Narbonne在紐芬蘭檢查埃迪卡拉生物化石。

直到英國發現了標誌性的查恩蟲（Charnia），才被認真地認為前寒武紀蘊藏著生命。1956年，一名15歲的女孩（蒂娜·內格斯，無人相信）首先在英格蘭的查恩伍德森林（Charnwood Forest）中發現了這種葉狀化石；隔年，由三名男學生（包括15歲的洛杰·梅森）組成的小組也發現了這種化石。根據英國地質調查局詳細的地質測繪，毫無疑問這些化石位於前寒武紀岩石中。1959年，古生物學家Martin Glaessner終於將該發現與更早期的發現聯繫起來，並結合改進現有標本的年代測定和為搜尋注入活力，識別出更多的案例。
直到1967年為止發現的所有標本都是粗粒砂岩，無法保存細節，導致解釋困難。S.B. 米斯拉在紐芬蘭Mistaken Point組合發現的化石石灰床改變了這一切，因為細灰保存下來的精緻細節，使人們得以描寫過去無法辨別的特徵；這也是首次在深水沉積物中發現埃迪卡拉動物。
因為溝通不良，再加上很難將全球不同的形態連結起來，導致該生物群曾有許多不同的名稱。1960年，法語名稱“Ediacarien”（以埃迪卡拉山命名）被添加到代表前寒武紀末期岩石的競爭術語“震旦紀（Sinian）”和“Vendian” 中，這些名稱也適用於生命形式。「Ediacaran」和「Ediacarian」隨後被應用於地質時代及其相應岩石的時代或時期。2004年3月，國際地質科學聯盟（IUGS）以澳洲所在地正式為新元古代末期命名，結束了這種不一致的狀態。
術語“埃迪卡拉生物群（Ediacaran biota）”和類似術語如“Ediacara”/“Ediacaran”/“Ediacarian”/“Vendian”和“動物群（fauna）”/“生物群（biota）”，在不同時期被用於地理、地層學、埋藏學或生物學意義，後者在現代文學中最常見。

## 保存

### 微生物席

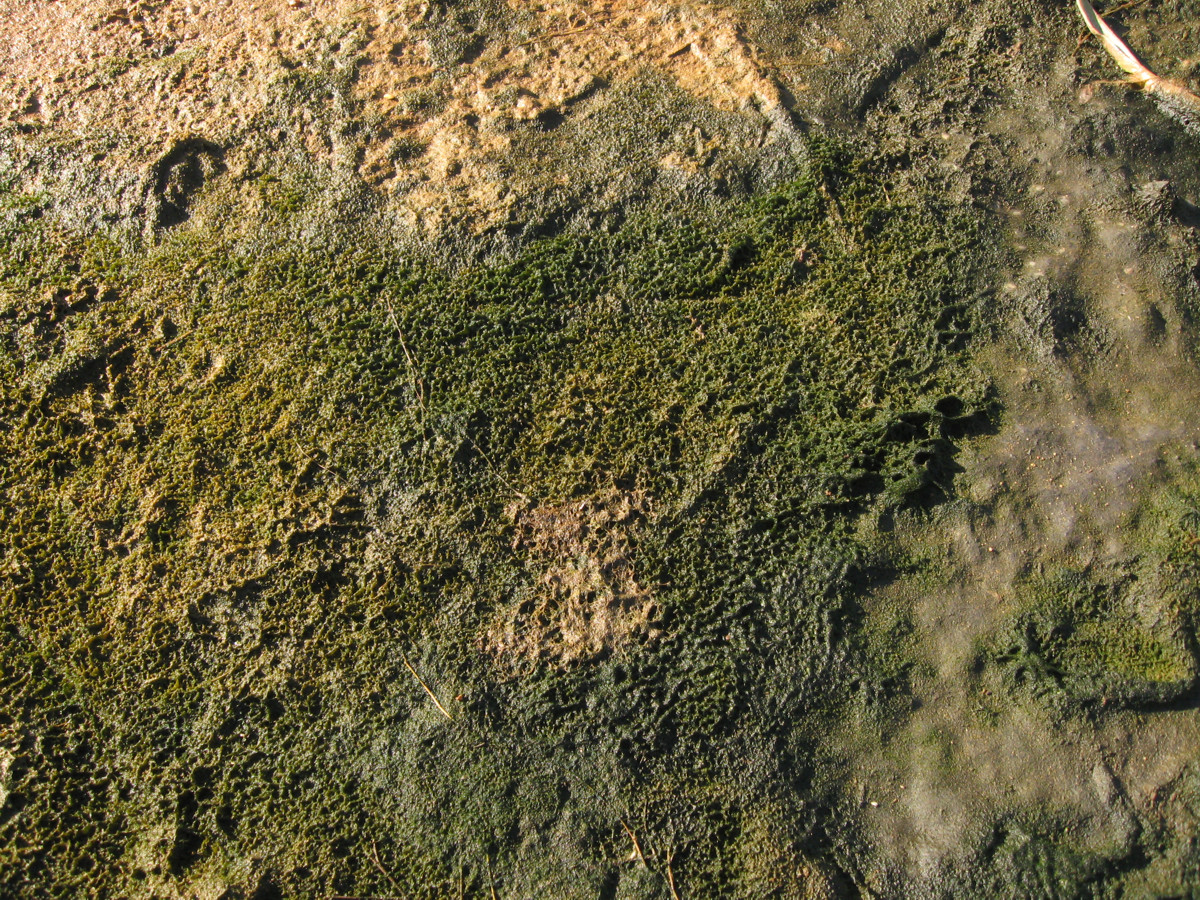
現代藍菌-微生物席，在白海海邊的鹹湖。

微生物席是透過微生物菌落的存在而穩定的沉積物區域，這些微生物分泌黏性液體或以其他方式結合沉積物顆粒。當一層薄薄的沉積物覆蓋上去時，它們似乎會向上遷移，但這是由於群體生長而造成的錯覺；個體本身並不移動。如果在它們能夠生長或繁殖之前累積的沉積物層太厚，部分群體就會死亡，留下具有典型皺紋（“大象皮膚”）和結核狀紋理的化石。
一些具有微生物席紋理特徵的埃迪卡拉地層含有化石，而埃迪卡拉化石幾乎總是發現在含有這些微生物席的床中；儘管微生物席曾經很普遍，但寒武紀放牧生物的演化使前者的數量大大減少。現在僅限於荒涼的避難所可以找到，例如在西澳大利亞鯊魚灣哈美林池海洋自然保護區發現的疊層石，那裡的鹽分含量可能比周圍海域多一倍。

### 化石

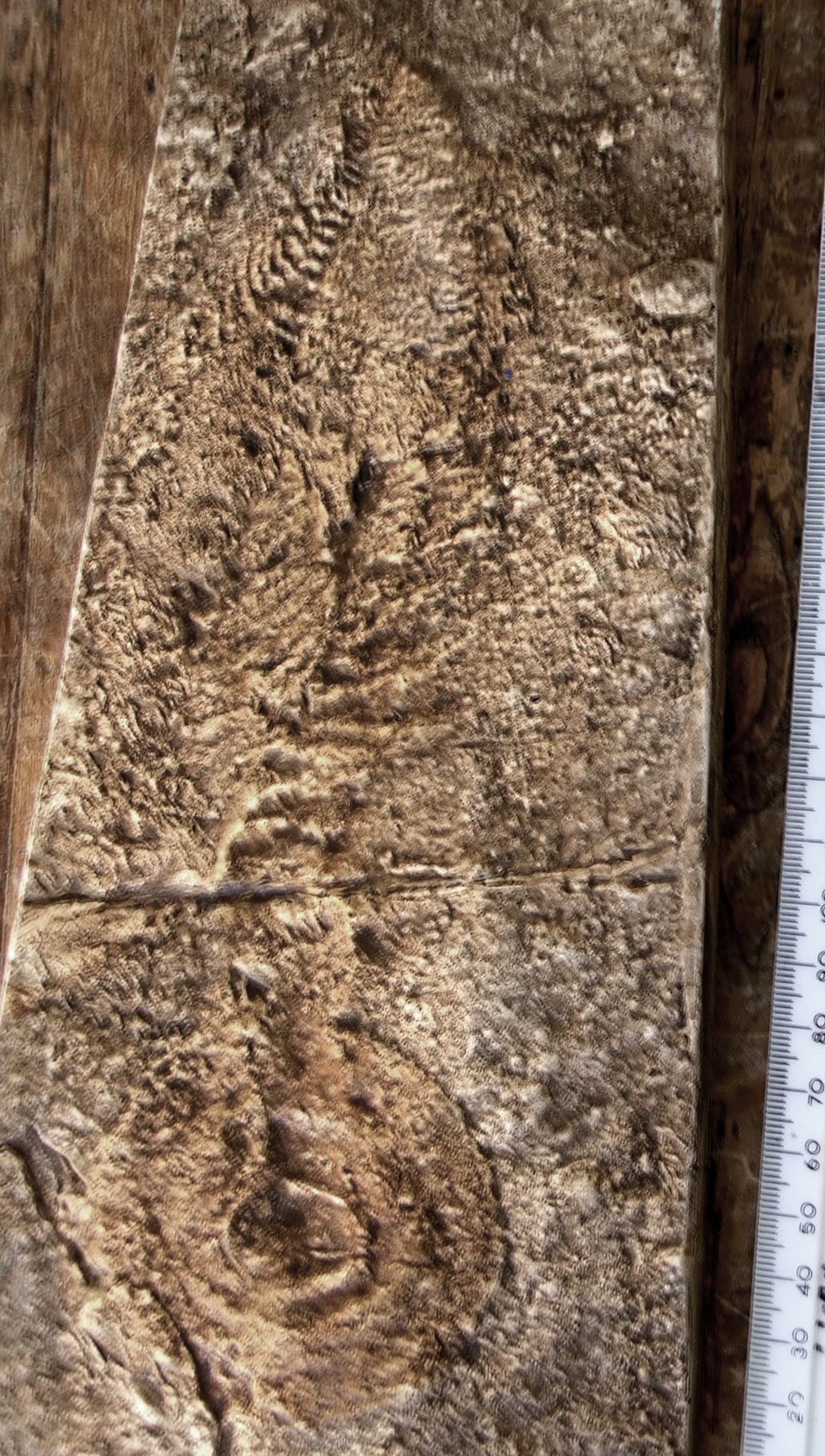
化石查恩盤蟲與模型上的「大象皮膚」紋理幾乎無法區分。

埃迪卡拉化石的保存很有趣，因為作為軟體生物，通常不會形成化石。此外，與後來的軟體化石生物群（例如伯吉斯頁岩或索爾恩霍芬石灰岩）不同，埃迪卡拉生物群並不是在某些受特定異常條件影響的環境中發現的：在全球都找的到；因此，當時發生的過程必然是系統性的、全球性的。埃迪卡拉時期的某些因素使得這些脆弱的生物被拋在了後面，可能是由於火山灰或沙子快速的覆蓋而得以保存下來，將它們困在賴以生存的泥土或微生物席上。在海綿和矽藻等分泌二氧化矽的生物變得普遍之前，海洋中高濃度的二氧化矽可能增強了它們的保存。
灰床提供更多細節，並且可以輕鬆使用放射性定年法確認最接近的百萬年或甚至更精準的數字。然而，在風暴沉積的沙床下或高能量刮底洋流形成的濁積岩中更常發現埃迪卡拉化石；今天的軟體生物很少在此類事件中形成化石，但廣泛分佈的微生物席的存在可能透過穩定它們在下面沉積物中的印象來幫助保存。

### 保存規模
上覆基底的膠結速率相對於生物體的分解速率決定了生物體的頂面還是底面是否被保存。大多數圓盤狀化石在上面的沉積物凝固之前就分解了，隨後灰燼或沙子塌陷填充空隙，留下生物體底部的印記鑄件。相反，上覆沉積物膠結後，絎縫化石往往會分解。因此它們的上表面得以保留。它們更具抵抗力的性質反映在以下事實中：在極少數情況下，在風暴床內發現了絎縫化石，因為高能量沉積不會像抵抗力較低的圓盤那樣破壞它們。 此外，在某些情況下，礦物質的細菌沉澱形成了“死亡面具”，最終給生物體留下了正面的、石膏狀的印象。

### 原生動物

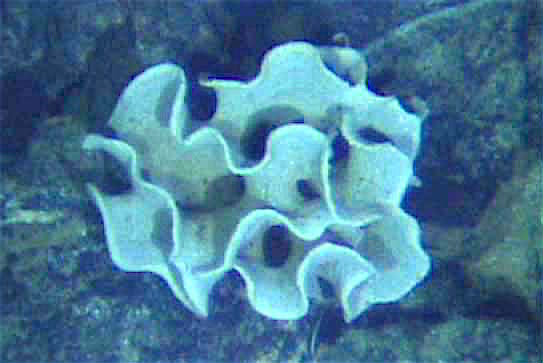
科隆群島峽谷中的單細胞外生藻

### 地衣假說

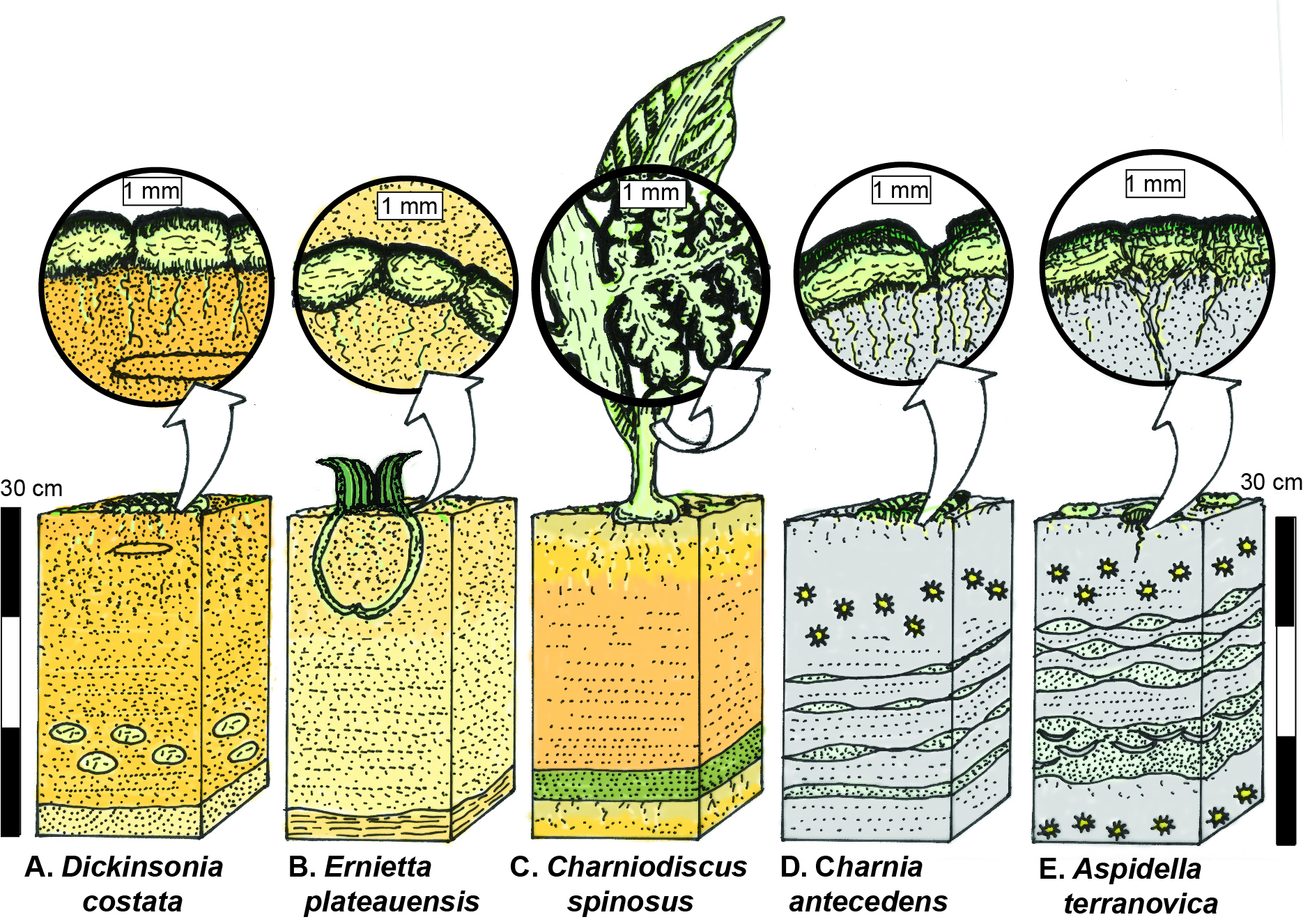
Thin sections and substrates of a variety of Ediacaran fossils

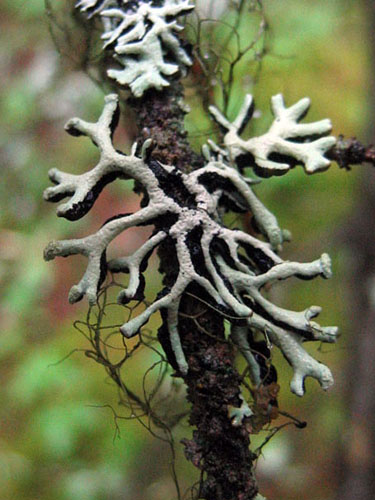
現代地衣，帕米利地衣

### 阿瓦隆型組合

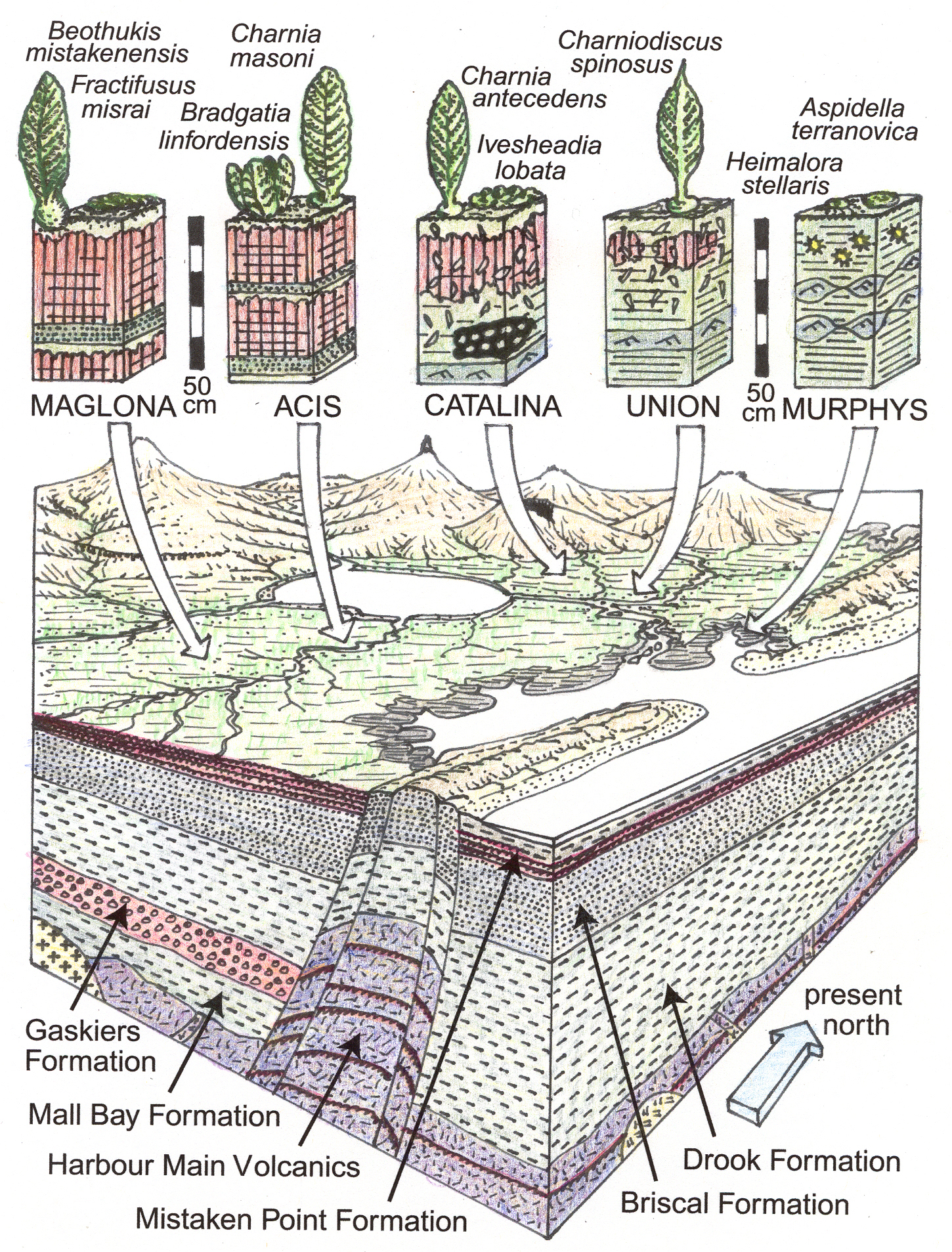
紐芬蘭錯誤點地層化石土壤及其生物群的重建

### 埃迪卡拉型組合

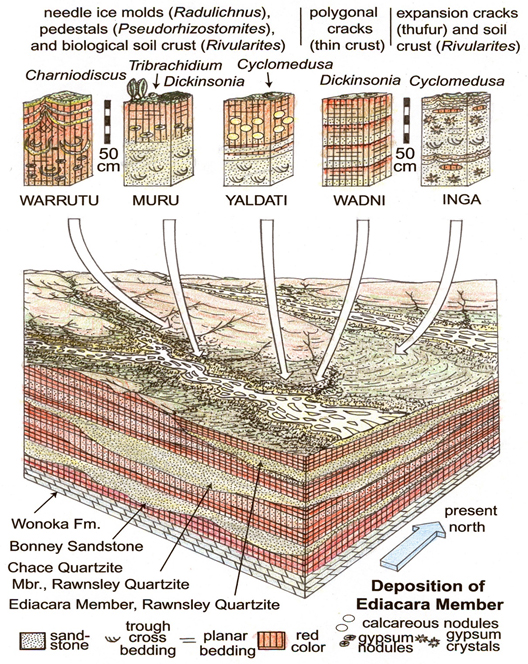
南澳洲弗林德斯山脈羅恩斯利石英岩的埃迪卡拉生物群及其土壤的重建